# 阿努普加尔
阿努普加尔（Anupgarh），是印度拉贾斯坦邦Ganganagar县的一个城镇。总人口29548（2001年）。

## 人口
该地2001年总人口29548人，其中男性16000人，女性13548人；0—6岁人口4616人，其中男2571人，女2045人；识字率61.21%，其中男性为67.30%，女性为54.02%。